# Hugh Le Caine
Hugh Le Caine (né Hubert Norman Le Caine le 27 mai 1914 à Port Arthur en Ontario et décédé le 3 juillet 1977 à Ottawa) est un physicien, compositeur, et facteur d'instruments canadien.

## Biographie
Hugh Le Caine grandit à Port Arthur (de nos jours Thunder Bay) dans le Nord-Ouest de l'Ontario. Il fabrique des instruments de musique dès son enfance et dans sa jeunesse, il se met à imaginer des « sons magnifiques ».  Il fréquente le lycée de Port Arthur, le Port Arthur Collegiate Institute (P.A.C.I.). Après l'obtention d'un master en sciences de la Queen's University en 1939, Le Caine est récompensé d'une bourse du National Research Council of Canada (NRC) afin de poursuivre ses recherches sur les instruments de mesure en physique atomique, toujours à la Queen's University. Il travaille pour le NRC à Ottawa de 1940 à 1974. Pendant la Seconde Guerre mondiale, il participe aux premiers développements de systèmes de radars. Sur financements du NRC, il étudie la physique nucléaire de 1948 à 1952 en Angleterre. Hugh Le Caine voulait concevoir de nouvelles manières de produire ces « sons magnifiques » qu'il a en tête, c'est ainsi qu'il crée son propre studio de musique électronique, dans lequel il commence à élaborer de nouveaux instruments électroniques dès après la guerre.
Chez lui, il s'adonne tout au long de sa vie à sa passion pour la musique électronique et la fabrique de sons. En 1937, Hugh Le Caine conçoit un orgue à anches libres et dans le milieu des années 1940 il construit une sacqueboute électronique, considérée de nos jours comme étant l'un des premiers synthétiseurs.
À la suite du succès des démonstrations publiques de ses instruments, le NRC lui permet de se concentrer sur ses activités d'inventeur musical et il put y travailler à temps plein en 1954. Il obtient des financements au NRC pour ouvrir ELMUS, le laboratoire canadien de musique électronique. Les vingt années suivantes, il construit plus de vingt-deux nouveaux instruments et accompagne les universités canadiennes dans leurs mises en place de studios destinés à la musique électronique.
Parmi les inventions de Le Caine les plus fameuses, on trouve le Special Purpose Tape Recorder (plus tard renommé Multi-Track, que l'on peut considérer comme l'ancêtre des logiciels de MAO proposant des enregistreurs multi-pistes numériques). Laurent De Wilde rapproche cette invention concomitante du Phonogène de Pierre Schaeffer. Des compositeurs avec lesquels il est en relation lui commandent un Multi-Track : Vladimir Ussachevsky aux États-Unis et Josef Tal en Israël.  
Ces expérimentations avec cet enregistreur l'amènent à composer Dripsody en 1955, inspiré du son d'une goutte d'eau tombant au fond d'une casserole. Cette pièce fut conçue en à peine une nuit de travail.  
Le sous-titre de cette pièce est « An Étude for Variable Speed Recorder ». L'usage du terme « Étude » est un hommage au passé musical de la part de Le Caine. Une étude consiste pour un instrument à explorer ou étudier une difficulté technique spécifique.    
Entre 1955 et sa retraite du NRC en 1973, Hugh Le Caine produit au moins quinze compositions électro-acoustiques pour exposer les capacités de ses nouveaux outils.    

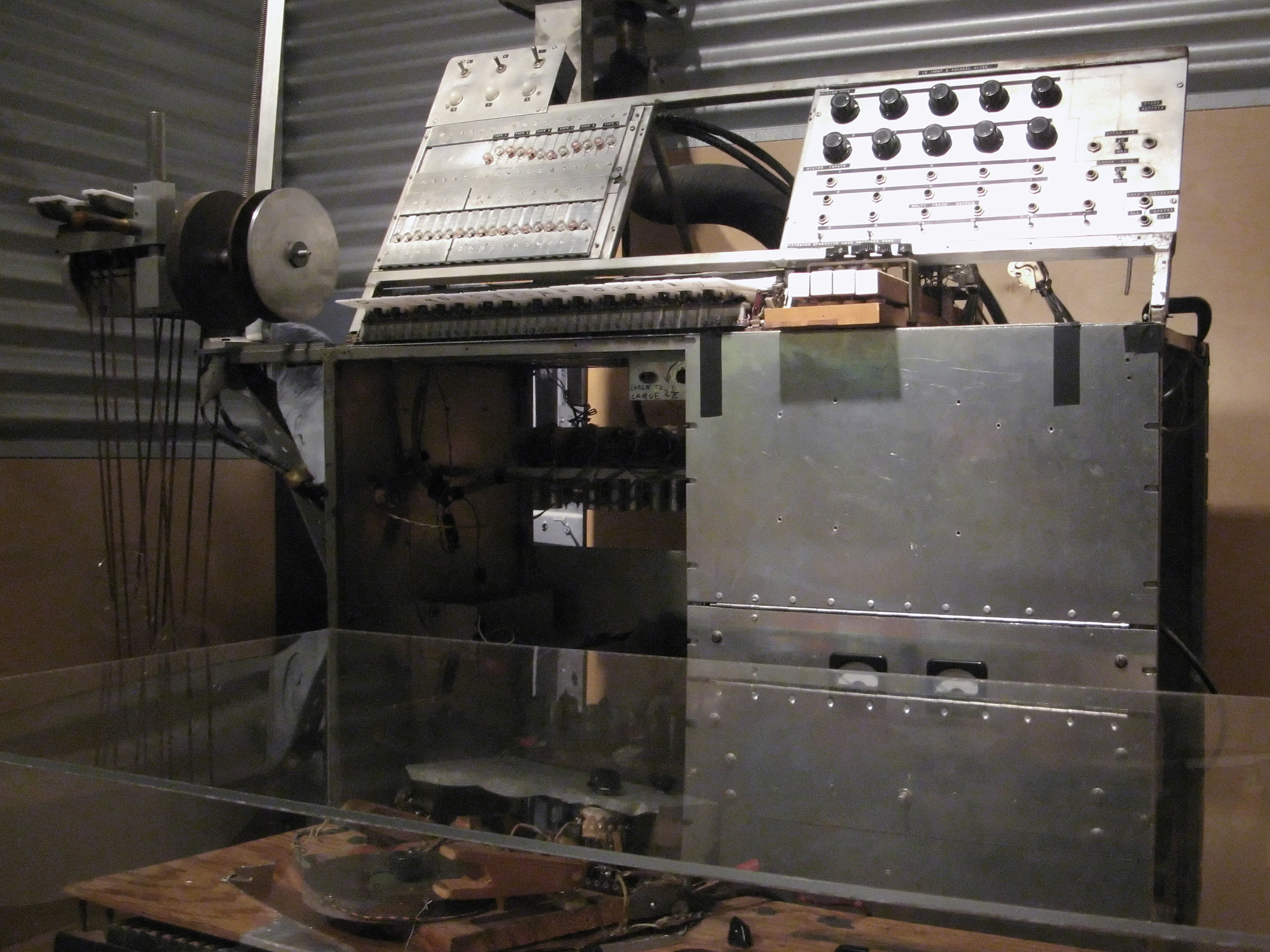
Special Purpose Tape Recorder, exposé au Musée des sciences et de la technologie du Canada, 8 juin 2008

Il crée une vingtaine de nouveaux appareils et présente également ses idées et ses inventions à des organismes savants et au grand public. Mais si Hugh Le Caine a reçu d'excellentes réponses de la part de ces organismes, l'industrie le boude. Heureusement, quelques personnes finissent par entrer dans la vie de Le Caine pour lui faire sentir que ses efforts avaient une certaine valeur. L'une de ces personnes était le compositeur israélien Josef Tal. Au cours de l'été 1958, Josef Tal s'était rendu à Ottawa grâce à une bourse de l'UNESCO, pour visiter les principaux studios de musique électronique. Josef Tal est très enthousiasmé par les instruments que Hugh Le Caine a construits, mais il ne réalise pas ce que cela signifie pour Le Caine jusqu'au lendemain, quand ils partagent avec plusieurs techniciens une table dans un petit restaurant. Josef Tal remarque que non seulement Le Caine est plutôt silencieux ce jour-là, mais qu'en y regardant de plus près, il a des larmes qui coulaient le long de ses joues qui tombent silencieusement dans sa soupe. Lorsque l'occasion se présente, Josef Tal interroge discrètement l'un des techniciens et apprend que Le Caine estimait qu'aucun compositeur au Canada n'avait besoin de ses instruments et que Tal était le premier compositeur à avoir manifesté de l'intérêt pour son travail.        
En 1962, Hugh Le Caine arrive à Jerusalem pour installer son Creative Tape Recorder au Centre for Electronic Music in Israel, créé par Josef Tal. Il collabore aussi au développement pionnier de studios de musique électronique à l'université de Toronto en 1959 ainsi qu'à l'université McGill de Montréal, en 1964.        

## Vie privée
Il était marié à Trudi Le Caine, née Gertrude Janowski, professeur de musique.        
Hugh Le Caine meurt en 1977 de blessures consécutives à un accident de moto (il sortit d'un coma avant de succomber des années plus tard à une attaque), à l'âge de 63 ans.